# Douzens
Douzens (okzitanisch Dosens) ist eine französische Gemeinde mit 780 Einwohnern (Stand 1. Januar 2022) im Département Aude in der Region Okzitanien. Sie gehört zum Arrondissement Carcassonne und zum Kanton La Montagne d’Alaric.

## Lage
Nachbargemeinden von Douzens sind Blomac im Norden, Saint-Couat-d’Aude im Nordosten, Moux im Osten, Camplong-d’Aude im Südosten (Berührungspunkt), Ribaute im Süden, Comigne und Val-de-Dagne im Südwesten (Berührungspunkt) sowie Capendu im Westen. Die Aude begrenzt die Gemeinde Douzens im Norden.

## Bevölkerungsentwicklung
| Jahr      | 1962 | 1968 | 1975 | 1982 | 1990 | 1999 | 2018 |
| Einwohner | 811  | 800  | 674  | 642  | 554  | 606  | 741  |

## Sehenswürdigkeiten
- Kirche Saint-Vincent
- Commanderie templière de Douzens